# Lippisch DM-1
El Lippisch DM-1 es un planeador de investigación monoplaza diseñado y construido en Alemania a partir de 1944.

## Desarrollo
Durante la Segunda Guerra Mundial, el Dr. Alexander Lippisch propuso un caza de defensa puntual propulsado por estatorreactor, el Lippisch P.12/13a. Se trataba de un ala delta de pronunciada flecha, con el motor integrado en un ala gruesa y de morro romo. El piloto se acomodaba en la sección delantera del alerón de cola, que era tan grueso como las alas y casi igual de grande. Una maqueta del P.12/13a voló con éxito en Spitzerberg, cerca de Viena.
El propio Lippisch perdió interés en el diseño y comenzó a trabajar en el P.13b con un ala diferente, pero fue contactado por estudiantes de Akaflieg Darmstadt y Akaflieg München, quienes le pidieron trabajo vital en la guerra para no ser reclutados. Para entonces, en 1944, Lippisch comprendió que la guerra era desesperada y, con gusto, se ofreció a colaborar, gestionando la construcción de un planeador de pruebas aerodinámicas a escala real para el proyecto P.12/13a.
La construcción se inició en el taller de Akaflieg Darmstadt, con el nombre de Darmstadt D-33. El taller fue bombardeado en septiembre de 1944, por lo que el fuselaje, aún incompleto, se trasladó a los talleres de Akaflieg München en Prien am Chiemsee, donde se le rebautizó como DM-1 (Darmstadt-München 1). En Prien, Wolfgang Heinemann y Hans Zacher, de Darmstadt, junto con Klaus Metzner y Hermann Nenninger, de Múnich, continuaron el trabajo.
El DM-1 era un planeador monoplaza fabricado con tubos de acero, madera contrachapada y madera contrachapada impregnada con baquelita. La cubierta de la cabina estaba integrada en el borde de ataque de las aletas. El lanzamiento del DM-1 se realizaría mediante un avión a reacción o un remolcador aéreo.
Tras la ocupación por las tropas estadounidenses en mayo de 1945, los trabajos en el DM-1 continuaron por encargo del gobierno militar estadounidense, con la visita del general Patton y Charles Lindbergh a Prien para supervisar el proyecto. Finalizado a principios de noviembre de 1945, el DM-1 se envió en una caja de madera a Langley Field, Virginia, donde se examinó su comportamiento en el túnel de viento de tamaño real del NACA (Comité Asesor Nacional para la Aeronáutica, precursor de la actual NASA).

## Modificación estadounidense

### Sustentación por vórtices

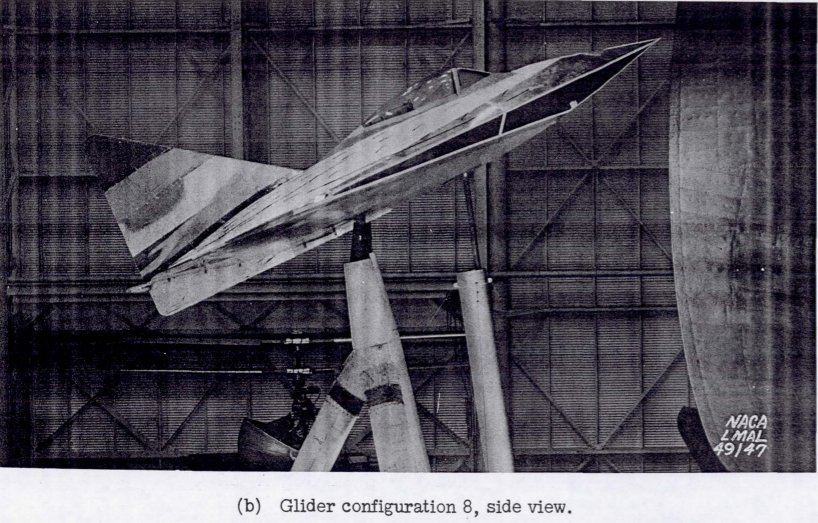
El DM-1 modificado para pruebas en túnel de viento por NACA.

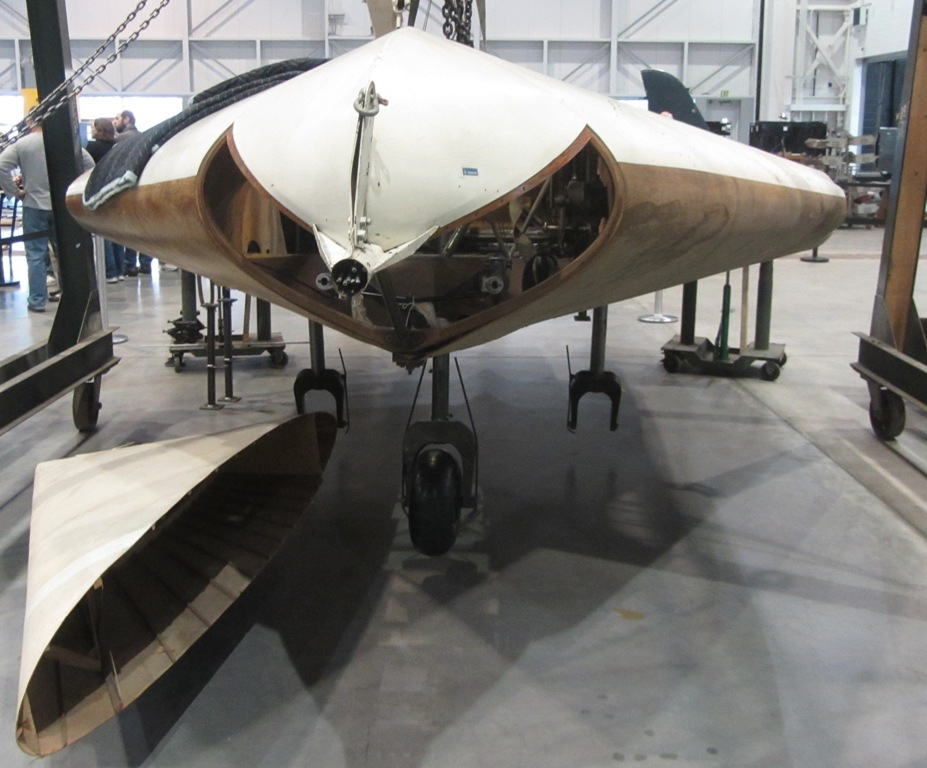
Lippisch DM-1 en restauración en el Smithsonian.

Durante las pruebas en Langley, se observó un rendimiento deficiente del DM-1. Generaba una sustentación significativamente menor a bajas velocidades de lo que sugerían los modelos a pequeña escala. La causa resultó ser la sustentación por vórtices generada por los modelos, la cual, debido a su número de Reynolds mucho más alto , el avión de tamaño real no la producía.
Como consecuencia, se sometió a un programa de modificaciones. Como todos los deltas de Lippisch, tenía un ala gruesa con un borde de ataque romo. Se fijó una tira a lo largo del borde de ataque para simular un perfil afilado. Esto creó los vórtices que se observan en el modelo y aumentó considerablemente la sustentación. El origen de la teoría moderna de la sustentación por vórtices (como se vio con mayor frecuencia en el Concorde ) se remonta al estudio de la NACA y al DM-1 modificado.

### Reducción de la resistencia
Se retiró el estabilizador vertical, grande y aún más grueso, y se lo reemplazó por uno mucho más pequeño, junto con una cubierta de cabina de un Lockheed P-80 Shooting Star en una posición más convencional. Junto con las mejoras en las bisagras de los alerones de cola , esto redujo significativamente la resistencia aerodinámica general.

### Reservación y restauración
Una vez finalizadas las pruebas, el DM-1 fue retirado y llevado al Museo Nacional del Aire y del Espacio , del Instituto Smithsoniano en Washington DC, para su almacenamiento en las Instalaciones de Preservación, Restauración y Almacenamiento Paul E. Garber.[cita requerida]

### Controversia sobre su influencia
Se ha sugerido que el DM-1 influyó en el diseño de los aviones a reacción de ala delta de Convair , comenzando con el XF-92A . Se sabe que los ingenieros de Convair examinaron el DM-1 y entrevistaron a Lippisch. Esto ha llevado a los historiadores a asumir su influencia técnica; sin embargo, no hay evidencia directa que respalde esta suposición.  Por el contrario, Convair descubrió de forma independiente el ala delta delgada, mientras que el DM-1 tenía un ala gruesa y su comportamiento aerodinámico es muy diferente. Conocían a Lippisch y al menos un ingeniero lo conoció, pero su contribución fue más de "apoyo moral" que de carácter técnico.

## Variantes
Además de las modificaciones de la NASA, los Akafliege Darmstadt y München definieron algunos diseños motorizados para un programa de desarrollo derivado del DM-1.
DM-1 (Lippisch). Planeador tal como se construyó originalmente, pero nunca llegó a volar, con alas gruesas y cola grande.(NACA). Planeador modificado con banda de borde de ataque, aleta pequeña y delgada, cabina convencional y bisagras de elevón selladas.  
DM-2 . Avión de pruebas supersónico de mayor tamaño, con 8,5 metros  de envergadura, 8,94 metros de eslora y piloto tumbado. Propulsado por un cohete Walther de combustible líquido. Peso total en vuelo: 11 500 kilogramos  
DM-3 . Versión mejorada del DM-3 con cabina presurizada y motor Walther C más potente. 
DM-4 . Banco de pruebas de vuelo con motor, inicialmente equipado con un Walther C. Peso de la estructura (sin motor): 2500 kilogramos . 

## Especificaciones (DM-1)
Datos de DM1 a DM4
Características generales
- Tripulación: 1
- Longitud: 6,32 m
- Envergadura: 6 m
- Altura: 3,25 m
- Superficie del ala: 19 m²  aprox.
- Peso vacío: 375 kg
- Peso bruto: 460 kg

Actuación
- Velocidad máxima: 558 km/h  Velocidad máxima en picado a velocidad terminal
- Velocidad de pérdida: 72 km/h
- Relación de planeo máxima: 7